# Wallbach (Hartha)
Wallbach ist ein Ortsteil der sächsischen Kleinstadt Hartha im Landkreis Mittelsachsen.

## Geografie und Verkehrsanbindung
Der Ort liegt nordwestlich des Kernortes Hartha am Wallbach, einem linken Zufluss der Freiberger Mulde. Die Staatsstraße S36 verläuft westlich und die B 175 südlich. 